# Campylotropis tenuiramea
Campylotropis tenuiramea là một loài thực vật có hoa trong họ Đậu. Loài này được P.Y.Fu miêu tả khoa học đầu tiên.